# 克里夫兰水坝
克里夫兰水坝是一个位于不列颠哥伦比亚省北温哥华卡皮拉诺河的91米高的混凝土水坝。水坝地处卡皮拉诺河地区公园之中。水坝内是卡皮拉诺湖，也被称作卡皮拉诺水库，该湖供给了大温哥华地区三分之一的自来水。水坝于1951年开工建设，1954年竣工启用。
水坝以工程师欧内斯特·阿尔伯特·克里夫兰的姓氏命名，他设想了适当维护原始和高效的供水以及可持续利用水资源的必要性。他从1926年起担任大温哥华供水区的第一任首席专员，直到1952年去世。